# Ytri(III) oxide
Ytri(III) Oxide là một hợp chất hóa học vô cơ, còn được gọi dưới một cái tên khác là ytria,có thành phần chính yếu gồm hai nguyên tố là ytri và oxy, có công thức hóa học được quy định là Y2O3. Hợp chất này tồn tại dưới hình dạng bề ngoài là một chất rắn không ổn định và có màu trắng. Ytri(III) Oxide có ứng dụng quan trọng, được sử dụng như một vật liệu ban đầu chung cho cả khoa học vật liệu cũng như các hợp chất vô cơ.

## Tổng hợp vô cơ
Ytri(III) Oxide là một nguyên liệu quan trọng cho việc điều chế ra các hợp chất vô cơ. Đối với hóa học kim loại - hữu cơ, nó được cho phản ứng để thay đổi trở thành YCl3 bằng phản ứng với axit clohydric đậm đặc và amoni chloride.

## Xuất hiện trong tự nhiên
Ytriait-(Y), đã được phê duyệt như là một loại khoáng chất mới vào năm 2010, là dạng tồn tại tròng tự nhiên của ytria. Nó rất hiếm, chỉ tồn tại trong các hạt vonfam tự nhiên trong một trầm tích của sông Bol'shaja Pol'ja, Prepolar Ural, thuộc đất nước Siberia. Là một thành phần hoá học của các khoáng chất khác, Oxide này được tìm thấy và chiết tách năm 1789 bởi Johan Gadolin, từ các khoáng vật đất hiếm trong một mỏ tại thị trấn Ytterby, gần Stockholm, thuộc Thụy Điển.